# نعمت‌آباد (زاهدان)
نعمت‌آباد روستایی در دهستان شورو بخش کورین شهرستان زاهدان استان سیستان و بلوچستان ایران است.

## جمعیت
بر پایه سرشماری عمومی نفوس و مسکن در سال ۱۳۹۵ جمعیت این روستا ۴۹۶ نفر (۱۲۶خانوار) بوده‌است.